# 原子力船

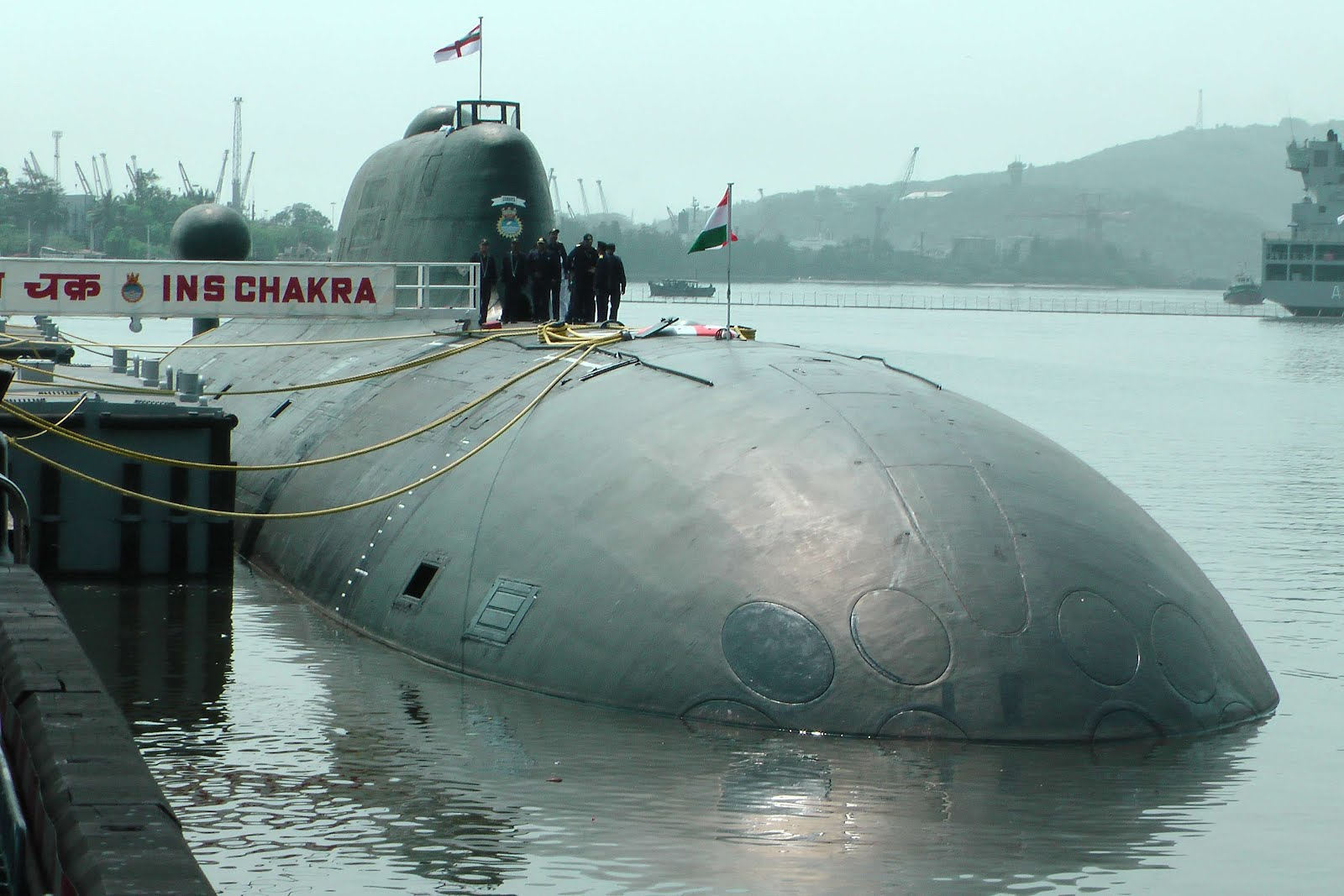
アクラ型原子力潜水艦はロシアで運用されており、かつてはインドでも運用されていた。

原子力船（げんしりょくせん）とは、原子炉を動力源として使う船舶である。原子炉で水を沸騰させた蒸気でタービンを動かし、スクリューを駆動して航行する。軍艦の場合には「原子力艦」と呼ばれることもある。

## 特徴
舶用機関としての原子力は、以下のように数多くの利点と欠点を併せ持つ。全般に大規模用途と水中用途に向く機関であり、利点を生かせる用途は軍艦（潜水艦および航空母艦）及び砕氷船に限られている。

### 舶用機関としての原子力の利点
1. 大気に依存せず運転できる
  - 酸素等の吸気を必要としない。二酸化炭素や、窒素酸化物・粒子状物質・硫黄酸化物などの排気も出さない。
2. 供給不安の石油に依存しなくてすむ
  - 長期間燃料補給をする必要がなく、原油価格上昇により経済的損失を蒙るリスクがない。
  - 石油輸入国の場合、艦艇燃料の準自給になり、シーレーン依存度を下げられる。
3. 大型艦/船の場合、航海燃料の容積と重量が浮くメリットがある
  - 原子力機関は大規模なほど出力/重量比が改善する。大型高速船の場合、他の動力機関と「燃料・機関合計」で比べて、重量・容積の割りに出力が大きい分、ペイロードを多くできる[1]。
4. 潜水艦・航空母艦用に向いている
  - 詳細は軍用船舶としての原子力船舶の項参照

### 舶用機関としての原子力の欠点
1. 機関取得コストが高額（下記は目安。「むつ」は原子力委員会試算の2-3倍掛かった）
  - アメリカ海軍空母においては28万馬力 (206MW) で通常型と原子力での取得価格差は排水量比例1,782億円（87万円/Kw・8万馬力で509億円）
  - 「むつ」建造時代の原子力委員会の試算では2万馬力 (15MW) の原子力機関で21億円であり、同出力のディーゼル機関より大幅に高価であった。
  - 軍艦であっても数を揃えねばならない駆逐艦やフリゲートでは（原油が高騰した場合を除き）原子力機関の高い取得・保守・廃棄コストは問題とされる。
2. 原子炉点検人員コストが掛かり、燃料交換・点検時、長期不稼動を強いられる。
  - 原子炉は1-2年に1回、熱交換器パイプの肉厚損耗や被覆管の傷みなどを点検せねばならず、アメリカ空母の場合10-20年に保守点検に間接運航人件費が掛かっている。アメリカ空母の場合、40年の寿命の20年目に燃料交換と近代化改装を行うが、同排水量の通常動力空母より1,520億円（1ドル115円換算）高価である。また長期間空母が拘束される。
  - 日本原子力研究所の開発した新舶用炉MRXは原子炉をモジュールごと片方ずつ年1回交換して船体を休まず稼動させ、モジュール保守点検と燃料交換を修理工場で集中処理できる仕様として、上記の問題を回避する試みがなされている。
3. 廃船・廃炉コストが嵩む
  - 原子炉の廃炉コストは規模と仕様にもよるが、米空母の場合1基500億円である。
  - 船体が被曝して放射能を帯びると廃棄コストが急増する。MRXは船体寿命解体時に船体の鉄材の放射能が市販の鉄と同程度であることを要求仕様にしている。
4. 原子炉は1,000-3,500tの重量があり小型艦船に向かない。
  - 中性子の減衰には距離が大きな要素となるので、1万馬力の炉でも14万馬力の炉に近い放射線遮蔽の厚みが必要で、小型炉ほど出力/重量比が悪くなる傾向がある。原子力委員会の資料では1万馬力の原子炉が1,000t、原研のMRXが4万馬力で1,800tである。原子炉重量が原型艦の燃料+ボイラ重量を上回ると通常機関より重量的に不利になり、ペイロードを失うか重量過多になる。
  - 「ベインブリッジ」(9,100t・6万馬力) は原型のリーヒ級ミサイル巡洋艦 (7,800t・8万5千馬力) に対して1,300t重量超過し、出力が2万5,000馬力低下した。次の「トラクスタン」(8,659t・7万馬力) では原型のベルナップ級ミサイル巡洋艦 (8,957t・8万5,000馬力) より300t減量に成功したが、出力が1万5,000馬力低下した。この2艦が水上原子力艦船として最小のものである。
  - しかし両艦ともライフサイクルコストではスプルーアンス級駆逐艦より高価であった。
    - 参考）舶用機関の重量（電気推進・25kt・8,000km・178時間前提）
      - 4万馬力程度の機関1基では原子力不利
      - ガスタービン 4.9万馬力・1,421t
      - （ロールス・ロイスMT30エンジン 22t・発電機55t・燃料1,344t）MT30
      - 舶用ディーゼル 4万馬力・1,282t
      - （MTU20V1163TB93 24.5t×4・発電機11t×4・燃料1,140t）MTU20V1163
      - 商用ディーゼル 4.4万馬力・2,053t
      - （MANB&WK80MC-C6-9 1065t・直結・燃料989t）MAN B&WK80MC
      - 原子炉MRX 4万馬力・2,173t
      - （MRX 1,800t・蒸気タービン373t）MRX
5. 原子炉事故が起きたときの被害が甚大なものとなる可能性がある
  - そのため、仮に原子力コンテナ船が理論上は採算に乗るようになっても、かつては「サヴァンナ号」の寄港を受け入れた実績のある欧米の港湾が今日も寄港を受け入れる保証はない。
6. 核ジャックへの懸念
  - 民間原子力商船はこの問題のため、高濃縮核燃料は使えない。現在商用原子炉は警察官が警備しているが、原子力商船もそれと同等以上の警備体制が求められるならコストアップ要因になる。
7. 維持管理
  - 原子炉は、高い水準での維持管理が必要である。

## 民間船舶への導入

### 西側諸国
西側諸国では、1960年代から70年代にかけて民間船舶への原子力動力の導入計画が推進された。アメリカ合衆国と西ドイツ、日本で実証船を兼ねた原子力船が3隻が建造されたが、いずれも高度な技術や採算性による高コスト、政治的判断、さらには微弱だが事故を起こしたなどの理由で退役している。2025年には新たな原子力船が就役予定。
貨客船「サヴァンナ」
アメリカでは、アイゼンハワー大統領の提案で原子力貨客船「サヴァンナ」が建造されたが、1962年の処女航海では定員60人の旅客に対して14人しか集まらず、約1万tの船倉に対して集まった貨物は400tだけだった。その後も、乗組員が同級船に対して3割多く必要な上、特殊な教育・訓練が必要で、賃金の金額から労使紛争が生じた。さらに、母港にも専用補修施設と岸壁が必要と、運航にはいくつもの制約が課された。これらの問題によって、「サヴァンナ」の運航には同級船より毎年200万ドルも割高なコストがかかることから、就役からわずか10年の1972年に廃船された。
鉱石運搬船「オットー・ハーン」
1960年から原子力商船の検討を始めた西ドイツでは、1968年に「オットー・ハーン」が就役した。「オットー・ハーン」は鉱石運搬と共に、研究者36名が乗り組む実験船であり、機密指定解除された政府公文書によると原子力潜水艦へ応用するための技術研究も考えられていたという。西ドイツ政府は、1979年に「オットー・ハーン」を一般貨物船へ改装し、新たに原子力コンテナ船を建造する計画だった。予定どおり、「オットー・ハーン」は1979年に原子炉を撤去しディーゼル推進の貨物船になったが、1980年に緑の党が結成されると、反原発派が大きな政治力を持つようになり、新たな原子力船の建造は中止された。
ドイツ再統一を経て、2002年4月には原子力発電を含むすべての原子力利用を廃止する改正原子力法が施行され、原子力船の建造や保有は禁止された。現在も、ドイツは政治的に原子力商船を検討できる状況ではない。
貨物船「むつ」
日本では、1963年から技術開発を主目的として原子力船の計画が開始された。この計画の背景には、当時の原子力委員会委員長が核政策の熱心な推進者でもある中曽根康弘だったことも理由にある。1963年、原子力委員会は「むつ」建造費を36億円と見積もり、これに基づいて科学技術庁（現・文部科学省）は予算を作成した。しかし、アメリカの「サヴァンナ」が2万tで総額4,690万ドル（169億円、このうち原子炉だけで2,830万ドル）だったのに比べると、36億円は明らかに過少見積もりであった。造船・原子炉会社の見積もりは60億円で当初は誰も応札せず、1967年に60億円で建造契約が締結された。
1972年、原子力船「むつ」は就役したものの、水産物への風評被害を恐れた漁民の反対で試験ができなかった。1974年1月に第一次オイルショックの影響もあり、日本国政府は一部漁民の反対を押し切って「むつ」を出航させ、太平洋上で臨界・出力上昇試験を行った。その際に遮蔽の不備による微量の放射線もれが検出された。軽微なトラブルであったが当時の社会情勢も影響し、「むつ」は母港大湊港に入港を拒否された。
やむをえず佐世保港で修理をした後も受入港がなく、1981年に大湊からやや離れた関根浜に、1,000億円を投じて新母港関根浜港を建設して収容することに決定したが、これにも巨額の新港建設費や地元対策費がかかるため「むつ」廃船論が沸き起こった。「むつ」は1991年に問題なく8万2,000km（地球2周分）の試験航海を終え、1993年に海洋地球研究船「みらい」に改装された。
研究船「Earth 300」
2025年に就航予定の研究船。動力に溶融塩炉を使用しており、気候変動や海洋環境の悪化といった地球上の課題について研究・調査する。AI、ロボット、機械学習、リアルタイムデータ処理、最新の量子コンピュータなどを持つ｢最先端｣の研究室が22室搭載されており、航海では様々な分野の科学者160人、学生20人、従業員165人、VIPゲスト40人を乗船させる予定。
これらの原子力商船の運航実績や軍艦の運用実績により、原子力機関は当初見込まれていたより、点検補修や廃炉費用が掛かる事が判明している。1960年代の原子力委員会の見積もりでは、点検補修コストや廃炉コストが入っていなかったので、原油が1バレルあたり2ドルで5万t・15ノットでもコストダウンすれば採算が合う可能性があると考えていたようである。2000年、1バレル20ドルの頃に原研が行った調査では、6500TEU・約7万t・速力30ノットの大型高速船で、漸く採算が取れるレベルだという。

### ソ連・ロシア
ソビエト連邦・ロシア連邦では、冬季に長期間氷に閉ざされる北極圏や北極海航路の航行のために、民間の原子力船は重要な役割を果たしている。1959年に最初の原子力砕氷船「レーニン」が就役して以降、9隻の原子力砕氷船が建造された。このうち4隻の原子力砕氷船が現在も運航され、さらに3隻が代替船として建造中である。
1988年には、原子力ラッシュ船兼コンテナ船「セブモルプーチ」が就役した。あまりの巨体に採算が合わず、たびたび係留されて一時は掘削船への改装も予定されたが、2016年以降は北極海航路やバルト海などで運航が続いている。

### 中国
2023年12月5日、中国の江南造船集団は上海で開催された「中国国際海事技術学術会・展覧会」で、世界最大となる積載量2万4000TEUの原子力コンテナ船の設計を発表した。動力に溶融塩炉を使用するとのこと。

## 軍用船舶としての原子力船
原子力は軍用艦船の動力としては一定の評価を受け、多数の原子力船が建造・運用されている。その主たる用途は原子力潜水艦と大型の航空母艦である。
潜水艦用としては、内燃機関や燃焼による蒸気ボイラーとは異なり酸素を必要とせず、逆に原子力発電による豊富な電力で海水を電気分解し、酸素を取り出すことができる。機関の運転や乗員の呼吸に必要な酸素を取り込むための浮上を行う事なく、長期間潜行したままという運用が可能になる事が他の動力源では得られないメリットとされた。
航空母艦用としては長期作戦行動力をはじめ、下記の様々な利点がある。
- 潤沢な電力による良好な居住環境および長大な航続距離は、空母の外洋展開を支える上で大きなメリットである。
- 大型通常空母では機関燃料搭載が8000tにもなるが、それも不要。そのぶん航空燃料や航空兵装を増載でき、長期間の作戦行動を支えられる。
- カタパルトは膨大なエネルギー・蒸気を消費するが、原子力艦であれば豊富な蒸気も持続供給可能。
- 排気を出さないので着艦の障害となる熱気流を発生させず、艦内の煙路も不要。高温の排気を出す煙突は赤外線放射が大きく赤外線誘導ミサイル等の目標にされやすいため、排気冷却装置などが必要となるが、煙突そのものも不要。
- ガスタービン空母は舷側吸気口が浸水口、吸気路が浸水経路となる可能性があるが、それも不要。
- 空母は通常、高速航行で向かい風を得ることによって艦載機の発着艦距離を短縮することが多い。しかし通常動力型では燃料を多量に消費しがちなため、原子力空母が有利。

逆に原子力化によるメリットが航続性能のみとなるミサイル巡洋艦などへの適用は、建造に通常動力型より大幅にコストがかかることなどから取りやめられている（参考:バージニア級原子力ミサイル巡洋艦）。
| 費用種別                                                | 通常動力空母                 | 原子力空母                   |
| ------------------------------------------------------- | ---------------------------- | ---------------------------- |
| 開発費（Investment cost）                               | 3,353.4億円（29.16億ドル）   | 7,407.15億円（64.41億ドル）  |
| 取得費（Ship acquisition cost）                         | 2,357.5（20.50）             | 4,667.85（40.59）            |
| 中期近代化改修費（Midlife modernization cost）          | 995.9（8.66）                | 2,739.3（23.82）             |
| 運用・維持費（Operating and support cost）              | 12,793.75（111.25）          | 17,114.3（148.82）           |
| 直接運用・維持費（Direct operating and support cost）   | 12,001.4（104.36）           | 13,428.55（116.77）          |
| 間接運用・維持費（Indirect operating and support cost） | 791.2（6.88）                | 3,685.75（32.05）            |
| 廃棄/処分費（Inactivation/disposal cost）               | 60.95（0.53）                | 1,033.85（8.99）             |
| 廃棄/処分費（Inactivation/disposal cost）               | 60.95（0.53）                | 1,020.05（8.87）             |
| 使用済み核燃料保管費（Spent nuclear fuel storage cost） | なし                         | 14.95（0.13）                |
| ライフサイクルコスト                                    | 16,208.1億円（140.94億ドル） | 25,555.3億円（222.22億ドル） |
| 比較                                                    | 100%                         | 157.7%                       |
| 比較                                                    | 63.4%                        | 100%                         |

出典：アメリカ合衆国会計検査院1998年 通常動力と原子力の空母のコスト比較